# 中國古代社會研究
《中國古代社會研究》，中國郭沫若的史學著作，1928-1929年撰寫，1930年集結出版，引來巨大回響。

## 內容
《中國古代社會研究》以唯物史觀為指導，確定中國商朝是原始社會，西周是奴隸制社會，東周是奴隸制社會崩潰，封建制度的興起。此書一度被視為中國馬克思主義史學的里程碑，董作賓說：「唯物史觀派是郭沫若的《中國古代社會研究》領導起來的。……他把《詩》、《書》、《易》裡面的紙上材料，把甲骨卜辭、周金文里的地下材料，熔冶於一爐，製造出來一個唯物史觀的中國古代文化體系。」1930年3月由上海聯合書店出版，再版與三版陸續有附錄《追論及補遺》的10篇短文。

## 所受批評
郭沫若被批評機械化地套用馬克思主義，馬克思在《政治經濟學批判導論》序言提出的社會類型及其次序，其實並不是普世的，郭沫若卻不知道馬克思想法的前後變化，運用馬克思本人已放棄的歷史分期觀，堅信所有社會的發展演化都是同一途徑的。
郭沫若把原始社會、氏族社會、亞細亞社會等同起來，其實「亞細亞社會」的特徵是強大的國家，郭沫若卻當作是國家出現前的時期，反映了他對理論的無知。郭沫若認為西周是奴隸社會，缺乏証據與實質內容，他把古希臘古羅馬的奴隸制特徵，套用在周初歷史，也沒有給「奴隸社會」下明確定義，把奴隸的存在當作奴隸制生產的証據，甚至沒有區分「家內奴隸」與作為生產勞動力的奴隸。
郭沫若又誤解了摩爾根的家庭結構演進理論，李季批評，他錯誤地把氏族社會等同母系社會，把「雜交時期」延長到整個「蒙昧時期」，持續至中國公元前3000年，其實摩爾根只把雜交時期視為人類和動物還未區分的蒙昧早期，並認為氏族制是父系社會。後來郭沫若很少再提及商代的母系制度和氏族社會。
郭沫若也被法國漢學家馬伯樂批評，運用文獻時忽略其真實性；與自己立場的不同的文獻，則斥為偽作。他把西周認定為奴隸社會，主要出於推測，証據薄弱，推論有邏輯問題，以為否定西周是封建制，就等於証明了西周是奴隸制，他甚至不能証明西周農民像奴隸那樣受到束縛和奴役。周初農業其實比郭沫若所想像的，更為先進。

## 回應
郭沫若後來放棄了《中國古代社會研究》中部份的看法，他承認之前低估了商代農業水平，誇大了商周之際的社會變革，並承認井田制的存在，但他仍堅持西周並非封建社會。
1947年4月，郭沫若於再版《後記》中承認「在材料的鑒別上每每沿用舊說，沒有把時代性劃分清楚，因而便夾雜了許多錯誤而且混沌」。1953年11月，他又在《1954年新版引言》中说，该书「轻率地提出了好些错误的结论」。又在《十批判書·古代研究的自我批判》中，他又說：該書寫得「實在是草率，太性急了。其中有好些未成熟的或甚至錯誤的判斷，一直到現在還留下相當深刻的影響」。